# Травърс (окръг, Минесота)
Окръг Травърс (на английски: Traverse County) е окръг в щата Минесота, Съединени американски щати. Площта му е 1518 km², а населението - 4134 души (2000). Административен център е град Уийтън.